# Juliusz Jarończyk
Juliusz Jarończyk (ur. 1 lipca 1944 w Muszynie, zm. 24 kwietnia 2025) – polski artysta fotograf, członek i prezes Zarządu Krynickiego Towarzystwa Fotograficznego. Zasłużony Mistrz Sportu, Zasłużony Działacz Lotnictwa Sportowego. Organizator mistrzostw świata i Europy w modelarstwie lotniczym i kosmicznym i wielokrotny mistrz świata w modelarstwie lotniczym i kosmicznym. Członek Honorowy Towarzystwa Przyjaciół Sztuk Pięknych.

## Życiorys
Absolwent I Liceum Ogólnokształcącego im. Jana Długosza w Nowym Sączu oraz Studium Nauczycielskiego w Krzeszowicach. Związany z krynickim środowiskiem fotograficznym, mieszkał i tworzył w Muszynie – fotografował od II połowy lat 50. XX wieku. Od 1966 jako fotograf współpracował z lokalnymi czasopismami oraz prasą lotniczą, a także był członkiem rzeczywistym Krynickiego Towarzystwa Fotograficznego, w którym od 1978 pełnil funkcję prezesa Zarządu KTF.
Juliusz Jarończyk był autorem i współautorem wielu wystaw fotograficznych; indywidualnych, zbiorowych, poplenerowych oraz pokonkursowych. W latach 1962–2006 ponad 4000 jego fotografii było prezentowanych na 396 ekspozycjach, gdzie (m.in.) zostały wielokrotnie docenione (175 nagród i wyróżnień). Był przewodniczącym i członkiem jury w licznych ogólnopolskich oraz lokalnych konkursach fotograficznych. W 1981 za swoją twórczość fotograficzną i działalność na rzecz fotografii, otrzymał Dyplom Honorowy Federacji Amatorskich Stowarzyszeń Fotograficznych w Polsce.
W 2018 został uhonorowany Medalem „Za Zasługi dla Fotografii Polskiej” – odznaczeniem przyznawanym przez Kapitułę Fotoklubu Rzeczypospolitej Polskiej Stowarzyszenia Twórców – w 100. rocznicę odzyskania przez Polskę niepodległości. W 2025 odznaczony odznaką honorową „Zasłużony dla Kultury Polskiej”.

## Odznaczenia
Na podstawie tekstu źródłowego
- Odznaka „Zasłużony Działacz Kultury” (1984)
- Medal 150-lecia Fotografii (1989)
- Odznaka Honorowa Federacji Amatorskich Stowarzyszeń Fotograficznych w Polsce
- Medal im. Aleksandra Macieszy[18]
- Złoty Krzyż Zasługi[19]
- Brązowy Medal „Zasłużony Kulturze Gloria Artis”[19]
- Medal „Za Zasługi dla Fotografii Polskiej” (2018)[7]
- Odznaka honorowa „Zasłużony dla Kultury Polskiej” (2025)[3]